# Диабло (Marvel Comics)
Диабло (англ. Diablo), настоящее имя Эстебан Коразон Де Абло (исп. Esteban Corazón de Ablo) — Вымышленный суперзлодей американских комиксов издательства Marvel Comics. Он является искусным алхимиком и врагом Фантастической четвёрки. На протяжении многих лет с момента его первого появления в комиксах персонаж появлялся в других медиа продуктах, включая мультсериалы и видеоигры.

## История публикаций
Диабло был создан сценаристом Стэном Ли и художником Джеком Кирби, дебютировав в Fantastic Four #30 (Сентябрь 1964).
Во время интервью 2013 года Крису Хардвику для Nerdist, Ли заявил, что Диабло был его «самым большим разочарованием», поскольку он не мог вспомнить о персонаже ничего, кроме его имени, кем он был и почему совершил свои злодеяния, отметив: «Когда вы создаёте персонажа, вы должны чувствовать, что знаете его».

## Вне комиксов

### Телевидение
- Диабло появляется в одноимённом эпизоде мультсериала «Фантастическая четвёрка» 1967 года, где его озвучил Реджис Кордик[7].
- Тревор Девалл озвучил Диабло в эпизоде «Джонни Шторм и огненное зелье» мультсериала «Фантастическая четвёрка: Величайшие герои мира» 2006 года[7].
- В анимэ «Мстители: Дисковые войны» 2014 года Диабло озвучил Томохиса Асо[7].

### Кино
Диабло упоминается в фильме «Фантастическая четвёрка: Первые шаги» 2025 года.

### Видеоигры
- Диабло, озвученный Андре Сольюццо[7], появляется в игре Fantastic Four 2005 года, основанной на одноимённом фильме.
- Диабло фигурирует в мобильной игре Marvel: Contest of Champions 2014 года.

### Товары
Алхимические зелья Диабло были добавлены в игру HeroClix.

## Критика
Screen Rant назвал Диабло одним из «злодеев, которые не стали легендами и остались шутками». Также сайт поставил его усы на 7-е место среди «10 лучших усов в комиксах Marvel». Comic Book Resources включил Диабло в свой список «10 известных злодеев Marvel из 60-х, которые были забыты».